# رورا
رورا (به ایتالیایی: Rorà) یک کومونه در ایتالیا است که در استان تورین واقع شده‌است.

## خصوصیات
رورا ۱۲٫۳ کیلومترمربع مساحت و ۲۵۱ نفر جمعیت دارد و ۹۶۷ متر بالاتر از سطح دریا واقع شده‌است.